# Auguste Dariste
Pour les articles homonymes, voir Dariste.
Jean-Baptiste Auguste Dariste (19 juin 1807, Saint-Pierre - 8 mars 1875, Lescar) est un homme politique français.

## Biographie
Parent d'Antoine-Joseph Dariste, il s'établit en France une fois ses études terminées, dans le département des Basses-Pyrénées, fut nommé maire de Lalongue, s'occupa activement de l'étude des sciences agricoles et économiques, devint membre du conseil général, et épousa la fille du général Jean-Baptiste Théodore Lamarque d'Arrouzat. 
Après une tentative infructueuse sous Louis-Philippe comme candidat libéral, pour entrer à la Chambre des députés, il fut plus heureux, après la Révolution française de 1848 ; le département des Basses-Pyrénées l'envoya siéger à l'Assemblée constituante, où il fit partie de la majorité de droite et appuya la politique du prince-président. Il vota pour les poursuites contre Louis Blanc et Caussidière, pour le rétablissement de la contrainte par corps pour l'incompatibilité des fonctions, contre l'amendement Grévy, contre le droit au travail, contre la réduction de l'impôt du sel, pour la proposition Rateau, contre l'amnistie générale, pour l'interdiction des clubs, pour les crédits de l'expédition romaine. 
À l'Assemblée législative, où il fut élu comme représentant du même département, Dariste s'associa à tous les votes et à tous les actes de la majorité monarchiste jusqu'au jour où elle entra en lutte contre l'Élysée. Il se rangea alors dans le parti du président, se montra favorable au coup d'État du 2 décembre 1851, fut nommé membre de la Commission consultative, et, en janvier 1852, membre du conseil d'État. 
Le 4 mars 1853, un décret impérial fit entrer Dariste au Sénat, où il opina, jusqu'à la fin du règne, avec les partisans les plus zélés du gouvernement. Il fut président du conseil général des Basses-Pyrénées de 1861 à 1870.
Il fut président du conseil d'administration de la Compagnie des chemins de fer de l'Est.
Il est le père du baron Paul d'Ariste et le beau-père d'Amaury de Bigault de Cazanove.